# ジョン・タルボット (初代シュルーズベリー伯)
初代シュルーズベリー伯爵ジョン・タルボット（英語: John Talbot, 1st Earl of Shrewsbury, KG、生年不詳 - 1453年7月17日）は、イングランドの貴族、軍人。Talbotの日本語表記はトールボットが定訳。
百年戦争中のイングランド軍の主要な指揮官の一人であり、ランカスター朝における唯一のフランス軍総司令官である。シュルーズベリー伯爵タルボット家（チェットウィンド＝タルボット家）の祖にあたる。「フランス人の恐怖」（Terror of the French）と呼ばれた。

## 生涯

### 初期の経歴
イングランド・シュロップシャー・ブラックメアに生まれる。父は第4代タルボット男爵リチャード・タルボット、母はその妻アンカレット（第4代ブラックミアのストレンジ男爵ジョン・ル・ストレンジの娘で後に第7代ブラックミアのストレンジ女男爵位を継承した）。彼は夫妻の次男にあたり、兄に第5代タルボット男爵・第8代ストレンジ男爵となるギルバート・タルボットがいる。
生年は1373年とも、1390年頃ともいわれる。タルボット家はノルマンディーのコー地方に起源をもつノルマン人の家系であるという。
1404年から1413年にかけて、兄ギルバートと共にオワイン・グリンドゥール（オウェイン・グレンダワー）の反乱やウェールズ方面の戦争に従軍した。
1413年3月にヘンリー5世が即位した際に一時逮捕されてロンドン塔へ投獄されるもすぐに釈放された。釈放後、ウェックスフォードに領地を持っていた事から、1414年の2月から5年にわたってアイルランド総督を務めた。しかし何度かの戦闘を行い、第4代オーモンド伯爵ジェイムズ・バトラーと対立したり、アイルランドにおける苛烈な統治と、ヘレフォードシャーでの残虐行為により告訴されている。

### 百年戦争に参戦
1420年から1424年にかけてフランスに派遣され、1424年8月のヴェルヌイユの戦いで指揮を執り、この際の戦功でガーター騎士団（勲章）ナイトに叙せられた。
1418年10月19日に兄が死去し、その娘で姪アンカレット・タルボットが第6代タルボット男爵位と第9代ストレンジ男爵位を継承したが、彼女も1421年12月13日に幼くして死去したため、ジョンが第7代タルボット男爵位と第10代ストレンジ男爵位を継承することになった。
この後、1425年にごく短期間だが、アイルランド総督に再任されている。

### 1427年から1431年にかけての戦闘
1427年に再びフランスに赴き、舅である第13代ウォリック伯リチャード・ド・ビーチャムの指揮のもとモンタルジの戦いに参加するが、敗北した。しかし1428年にはラヴァルやル・マンの奪取に貢献、ロエアック領主アンドレ・ド・ラヴァルを捕虜とした。
同年から1429年にかけて行われたオルレアン包囲戦でも司令官のソールズベリー伯トマス・モンタギューが11月に戦死するとサフォーク伯ウィリアム・ド・ラ・ポールとトーマス・スケールズと共に指揮官の1人として活躍するが、1429年5月にジャンヌ・ダルク率いるフランス軍の手によってオルレアンが解放されると、他のイングランド軍と共に敗走した。その後、タルボット卿の部隊はジャンヴィルで陣容を立て直し、パリにいる摂政ベッドフォード公ジョンが派遣したジョン・ファストルフ率いる援軍と合流し、ボージャンシーの戦いの救援に向かったが、この救援に間に合わず、パリへ引き上げようとしたところをフランスの追尾軍に発見され、6月18日にパテーの戦いに及ぶも惨敗。タルボット卿もフランス軍の捕虜となった。
4年間虜囚の身となった末に1433年にフランス軍の指揮官ジャン・ポトン・ド・ザントライユとの人質交換という形で解放された。

### 1433年から1444年の戦闘
タルボット卿と麾下の軍隊は解放後も軍事行動を続け、スケールズと共にフランスから多くの町を奪回した。
恐らく彼は当時最も大胆不敵な戦士でもあっただろうと考えられている。彼の部隊は、フランス軍の前進にたいする緊急機動部隊とも言うべきものであり剽悍であった。1436年の1月、タルボットは小規模な部隊を率いていたが、ルーアンの近くのリ（Ry）でラ・イルとザントライユの軍を敗走させている。翌1437年、クロトワでは大胆にもソンムの町を通過し、ブルゴーニュの兵を敗走させている。1439年の12月には、奇襲による側面攻撃でリッシュモン元帥の6000もの兵を潰走させ、翌1440年にはアルフルールを奪還している。1441年には、4回もフランス軍をセーヌ川やワーズ川の向こうに追い払っている。しかし同年ポントワーズをフランス軍に奪還され、ディエップ攻囲も失敗に終わる。
戦功をねぎらわれ、1442年5月20日にはシュルーズベリー伯爵に叙せられた。
1444年に帰国。1445年にはイングランド王ヘンリー6世からフランス王としてフランス軍総司令官に任ぜられた。同年、ヘンリー6世と結婚した王妃マーガレット・オブ・アンジューにフランス語で書かれた装飾写本を献上している。
1446年7月17日には、アイルランド貴族爵位のウォーターフォード伯爵位を与えられた。アイルランドの王室侍従長にも任じられている。

### 最期

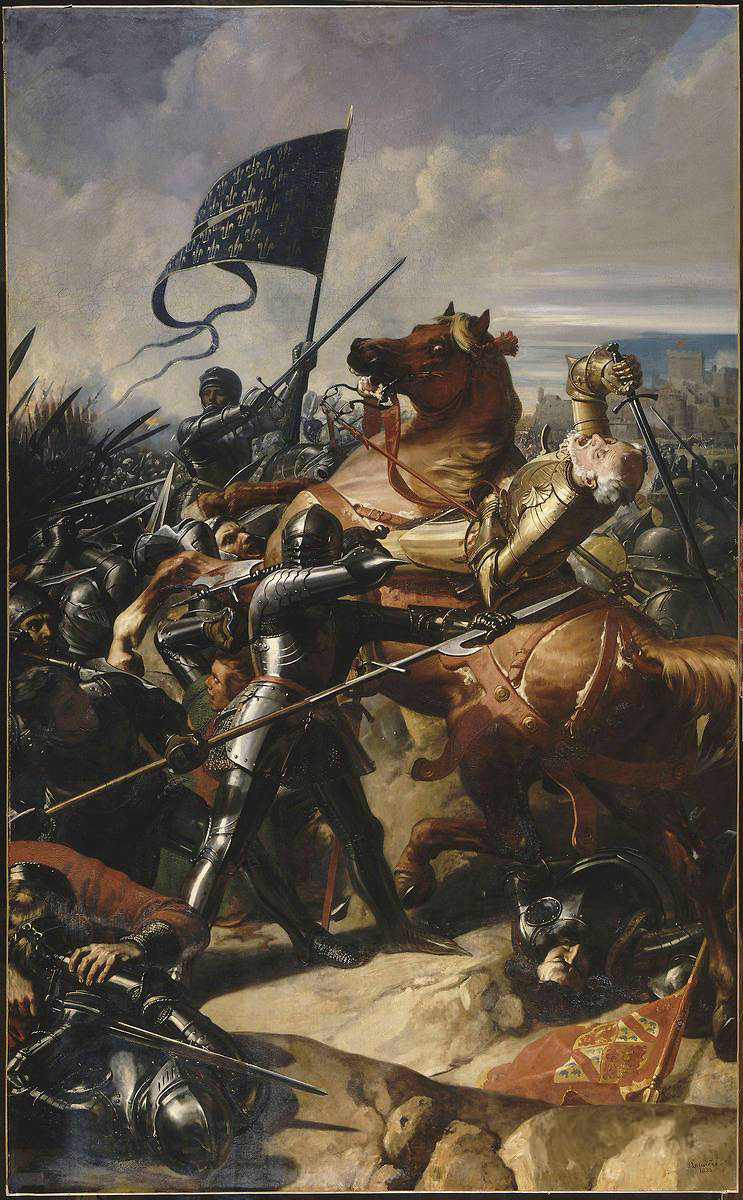
カスティヨンの戦いにおけるシュルーズベリー伯の戦死を描いたチャールズ＝フィリップ・ラリヴィエールの絵画

一方フランスでの百年戦争はイングランドが徐々にフランス軍の反撃で追い詰められていた。1450年のフォルミニーの戦いでリッシュモンがイギリス軍を打ち破り、フランス北部のノルマンディーを奪還した。これによりイングランドのフランス領は南西部のアキテーヌが残り、アキテーヌの都市ボルドーも翌1451年にフランス軍に奪われた。
奪回を図るイングランドは1452年、ボルドー市民の要請でタルボット率いる遠征軍を再びフランスに派遣、フランスに上陸したタルボットはボルドーを解放したが、翌1453年にアキテーヌへ攻め込んだフランス軍と対戦したが、弓兵や槍兵など歩兵部隊が多く、騎士や重騎兵が少ない変則的部隊であったため、7月17日のカスティヨンの戦いで敗死した。奇しくもフランス軍を率いていたのは、かつて捕虜にしたアンドレ・ド・ラヴァルだった。戦場に斃れたタルボットの遺体の損傷は激しく、従者の紋章官が遺体の口を開けて歯の隙間を測って主人であることを確認したのち泣き崩れたという。
10月19日にボルドーも再度フランス軍に落とされ、百年戦争は事実上イングランドの敗北で終戦を迎えた。タルボットの心臓は、シュロップシャーのウィットチャーチにある聖オークマンド教会に収められている。

## 人物
その勇猛果敢さにより、「イングランドのアキレス」（English Achilles）と呼ばれた。
しかしタルボットの将軍としての指揮能力には疑問が呈されており、パテーの敗戦やカスティヨンでの誤った情報に基づく無謀な突撃が証拠として挙げられている。

## 栄典

### 爵位
妻の権利で以下の爵位を行使。1409年から1420年までこの資格で議会に出席。
- 第6代ファーニヴァル男爵（英語版） (6th Baron Furnivall)
（1295年6月24日の議会招集令状（英語版）によるイングランド貴族爵位）

1421年12月13日に姪アンカレット・タルボットから以下の2つの爵位を継承。
- 第10代ブラックミアのストレンジ男爵 (10th Baron Strange of Blackmere)
（1308年3月4日の議会招集令状によるイングランド貴族爵位）
- 第7代タルボット男爵（英語版） (7th Baron Talbot)
（1331年1月27日の議会招集令状によるイングランド貴族爵位）

1442年5月20日に以下の爵位を新規に叙される。
- 初代シュルーズベリー伯爵 (1st Earl of Shrewsbury)
（勅許状によるイングランド貴族爵位）

1446年7月17日に以下の爵位を新規に叙される。
- 初代ウォーターフォード伯爵 (1st Earl of Waterford)
（勅許状によるアイルランド貴族爵位）

### 勲章
- 1424年、ガーター騎士団（勲章）ナイト（KG）[16]

## 家族
タルボットは1406年3月12日、モード・ネヴィルと結婚する。モードは第5代ファーニヴァル男爵であるトマス・ネヴィル（トマスは第3代ネヴィル・ドゥ・レビィ男爵ジョン・ドゥ・ネヴィルの息子）の女性相続人だった。このモードの権利によってタルボットは1409年の議会に出席、4人の子供が産まれた。
- トマス・タルボット（1416年6月19日 - 1416年8月10日） - 父に先立ちボルドーで死亡
- ジョン・タルボット（1417年頃 - 1460年7月11日） - 第2代シュルーズベリー伯
- クリストファー・タルボット卿（1419年 - 1443年8月10日）
- ジョウン・タルボット（1422年頃 - ?） - 初代バークリー男爵ジェームズ・バークリーと結婚

1425年9月6日、マーガレット・ビーチャムと再婚する。マーガレットは13代ウォリック伯リチャード・ド・ビーチャムとエリザベス・ド・バークリーとの間の娘である。この結婚によって5人の子供が産まれた。
- ジョン・タルボット（英語版）（1426年頃 - 1453年7月17日） - 初代リール子爵、父と共にカスティヨンの戦いで戦死
- ルイス・タルボット卿（1429年頃 - 1458年）
- ハンフリー・タルボット（1434年以前 - 1492年頃）
- エレノア・タルボット（1436年2月/3月頃 - 1468年6月30日） - サー・トーマス・バトラーと結婚。イングランド王エドワード4世の愛妾。
- エリザベス・タルボット（1442年12月/1443年1月頃 - 1506年11月6日/1507年5月10日） - 第4代ノーフォーク公ジョン・ド・モーブレーに嫁ぐ。

## シュルーズベリー伯を演じた人物

### 俳優
- エリッヒ・ポント（1935年、ドイツ映画『少女ジャンヌ（ドイツ語版）』）
- トレヴァー・ピーコック（英語版）（1983年、イギリス・テレビ映画『ヘンリー六世 第1部』）
- アンドリュー・バーキン（1999年、フランス・アメリカ映画『ジャンヌ・ダルク』）
- 上杉祥三（2010年、日本舞台『ジャンヌ・ダルク』）

### 声優
- 上田陽司（2007年、日本テレビゲーム『BLADESTORM 百年戦争』）
- 小野友樹（2013年、日本ブラウザゲーム『百年戦記 ユーロ・ヒストリア』）